# Saadia Marciano
Pour les articles homonymes, voir Saadia (homonymie) et Marciano.
Saadia Marciano est un homme politique israélien du XXe siècle (1950 - 2007), principalement connu pour avoir fondé le mouvement des Black Panthers en Israël. 

## Éléments biographiques

### Jeunes années
Saadia Marciano naît à Oujda, au Maroc en 1950. Sa famille émigre en terre d'Israël avant son premier anniversaire, et se retrouve dans le quartier de Musrara. Situé dans la vieille ville de Jérusalem, il ne peut faire face à l'afflux de réfugiés des pays arabes, dont l'amélioration des conditions de vie n'est pas considérée comme prioritaire par le gouvernement. 

### La période militante
C'est dans ce contexte que Saadia Marciano fonde en 1971, avec d'autres figures de la jeunesse séfarade et mizrahi défavorisée, le mouvement des Black Panthers israéliennes. Selon Kokhavi Shemesh, le choix du nom donné à leur mouvement de révolte sociale est dû à Marciano, qui s'inspire de l'exemple du mouvement afro-américain des Black Panthers et cherche à impressionner le Premier ministre israélien de l'époque, Golda Meir. 
Marciano édite la revue de son mouvement, HaPanter HaShahor (La Panthère noire), et s'illustre dans diverses actions aux côtés des Black Panthers, volant en 1972 les bouteilles de lait déposées dans les quartiers habités par la classe moyenne pour les apporter aux quartiers pauvres. Son passage à tabac par un policier lors d'une manifestation, dont il ressort avec un œil au beurre noir, attire sur lui l'attention de la presse nationale. Le groupe se disloque l'année suivante, mais Marciano continue à militer sur le terrain social.

### L'entrée en politique
Saadia Marciano choisit, comme la plupart des membres des Black Panthers d'entrer en politique. Il rejoint le camp Shel"i (Shalom leIsraël, « Paix pour Israël »), une coalition de mouvements situés à gauche de l'échiquier politique, fondée lors des élections législatives de 1977, et il est candidat nommé parmi les cinq premiers sur la liste de ce parti. Le parti remportant deux sièges, Marciano fut l'une des cinq personnes à pouvoir siéger, sur la base d'une rotation. Il entra à la Knesset en mai 1980, mais démissionne de sa formation le 11 novembre 1980, afin de créer son propre parti, Shavin beIsraël - Panterim (Égalité en Israël - Panthères), renommé, après que Mordechai Elgrably (en) l'ait rejoint, Miflegget HaI'houd (Parti de l'Unité). Marciano représente son parti du 19 novembre 1980 au 30 juin 1981, s'impliquant dans les commissions de l'éducation, de la culture et du sport, ainsi que dans celles du travail et du revenu.
Le Parti de l'unité n'atteignant pas le seuil d'éligibilité (1 %) lors des élections législatives de 1981, mettant fin à la carrière politique de Marciano.
Il tente encore de se présenter aux élections législatives de 1996, mais ne figurant qu'en 37e position sur la liste du Parti travailliste.

### Dernières années
Dans ses dernières années, Saadia Marciano se consacre à la lutte contre la drogue, établissant entre autres un centre de désintoxication. 
Sa santé décline, et il est bientôt contraint de se déplacer en chaise roulante. Une année avant sa mort, il demande une assistance financière au gouvernement, qui ne lui est pas accordée.
Il décède de sa maladie le 21 décembre 2007, à l'âge de 57 ans.